# Krzysztof Bankiewicz
Krzysztof Bankiewicz (ur. 1958 w Częstochowie) – polski neurolog, dr hab. nauk medycznych, profesor Uniwersytetu Kalifornijskiego w San Francisco.

## Życiorys
W 1983 ukończył studia medyczne w Akademii Medycznej im. Mikołaja Kopernika w Krakowie, 23 stycznia 1997 obronił pracę doktorską Badania doświadczalne nad zastosowaniem dopaminergicznych przeszczepów domózgowych w leczeniu choroby Parkinsona, 2 czerwca 2011 habilitował się na podstawie pracy zatytułowanej Opracowanie terapii genowej choroby Parkinsona opartej na wykorzystaniu wektorów wirusowych typu AAV do transferu genu dla dekarboksylazy aminokwasów. 7 stycznia 2014 nadano mu tytuł profesora w zakresie nauk medycznych.
Piastuje funkcję profesora Uniwersytetu Kalifornijskiego w San Francisco, oraz członka zagranicznego na V Wydziale Nauk Medycznych Polskiej Akademii Nauk.